# New Paris (Pennsylvania)
New Paris is een plaats (borough) in de Amerikaanse staat Pennsylvania, en valt bestuurlijk gezien onder Bedford County.

## Demografie
Bij de volkstelling in 2000 werd het aantal inwoners vastgesteld op 214.
In 2006 is het aantal inwoners door het United States Census Bureau geschat op 204, een daling van 10 (-4,7%).

## Geografie
Volgens het United States Census Bureau beslaat de plaats een oppervlakte van
0,1 km², geheel bestaande uit land.

## Plaatsen in de nabije omgeving
De onderstaande figuur toont nabijgelegen plaatsen in een straal van 16 km rond New Paris.